# アーバン・アウトフィッターズ

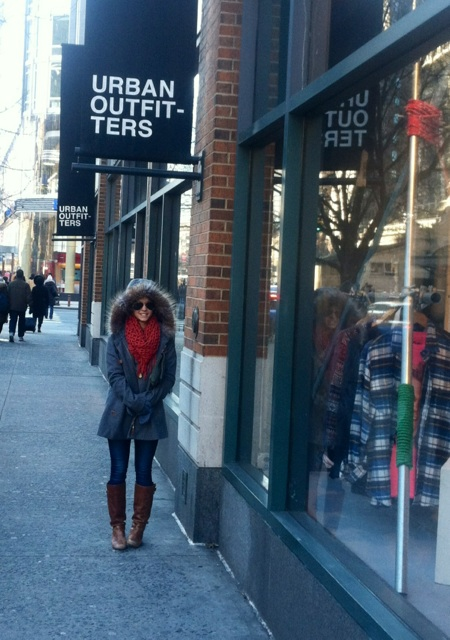
ニューヨークにある店舗

アーバン・アウトフィッターズ（英: Urban Outfitters）は、ペンシルベニア州フィラデルフィアに本社を置くアメリカ合衆国の衣服メーカーである。
衣服のほかにも、流行に敏感な若者をターゲットにした家具、雑貨、書籍などを幅広く扱っている。デザイン・スタイルの指向として、レトロ、ビンテージ、ボヘミアンなどがあげられる。店舗では、自社ブランド製品の他にも、エヴィスジーンズ、ラコステ、ディーゼルなども取り扱っており、セレクトショップ的な色合いが強い。最近では自転車のオンライン販売も始めている。140店ほどの店舗を、アメリカ合衆国、カナダ、アイルランド、デンマーク、スウェーデン、ドイツ、ベルギー、イギリスで展開している。日本での出店はLocalisedによるネットショップのみ。

## 創業
1970年、リチャード・ヘイン（Richard Hayne）がアメリカのペンシルベニアで、"ファンキー" をテーマにした衣服・雑貨店「The Free People's Store」をオープンさせる。その後、名前を「アーバン・アウトフィッターズ」に改名する。現在は、アーバン・アウトフィッターズとは別に、新しいラインの「Anthropologie」、「Free People」, 「Terrain and Leifsdottir」を展開している。